# 佩斯基奇
佩斯基奇（義大利語：Peschici），是意大利福贾省的一个市镇。总面积48.92平方公里，人口4401人，人口密度90.0人/平方公里（2009年）。ISTAT代码为071038。